# Salley Vickers
Salley Vickers (* 1948 in Liverpool) ist eine britische Schriftstellerin.

## Leben
Vickers unterrichtete zunächst Englische Literatur an der Open University und in Oxford und Stanford und entschied sich dann aus Ungenügen an der akademischen Arbeit für einen beruflichen Neuananfang in der Analytischen Psychologie. Angeregt durch einen Besuch in Venedig, begann sie 1998 mit ihrem ersten Roman Miss Garnet's Angel (veröffentlicht 2001; deutsch: Miss Garnet und der Engel von Venedig, 2003). Gleichzeitig mit diesem erschien 2001 ihr zweiter Roman Instances of the Number 3 (deutsch: Drei Spielarten der Liebe, 2003) und zwei Jahre später dann Mr Golightly’s holiday (2003; deutsch: Die Versuchungen des Mr. Golightly, 2004). Ihr vierter Roman The Other Side of You erschien 2006. Bis 2018 sind insgesamt 10 Bücher mit Romanen und Erzählungen erschienen. Ihre Bücher erreichten bisher jeweils mehrere Auflagen und wurden unter anderem ins Deutsche, Französische, Spanische und Portugiesische übersetzt.
Salley Vickers lebt und arbeitet in London und Bath.

## Werke (Auswahl)
- Miss Garnet’s Angel. Fourth Estate, London 2000. ISBN 0-00-651421-9.
  - Miss Garnet und der Engel von Venedig. Ullstein, Berlin 2007, ISBN 3-548-26750-5.
- Instances of the Number 3. Fourth Estate, London 2001. ISBN 1-84115-658-2.
  - Drei Spielarten der Liebe. List, Berlin 2004, ISBN 3-548-60446-3.
- Nice 'n' easy. Fourth Estate, London 2002. ISBN 0-00-714314-1.
- Mr Golightly’s Holiday. Fourth Estate, London 2003. ISBN 0-00-715647-2.
  - Die Versuchungen des Mr. Golightly. List, Berlin 2005, ISBN 3-548-60532-X.
- The Other Side of You. Fourth Estate, London 2006. ISBN 0-00-716544-7
- Where Three Roads Meet. The Myth of Oedipus. Canongate, Edinburgh 2007. ISBN 1-84195-986-3.
- Dancing Backwards. HarperCollins, London 2009. ISBN 978-0-00732864-2
- Aphrodite's Hat. The Collected Stories of Salley Vickers. Fourth Estate, London 2010. ISBN 978-0-00-737103-7.
- The Cleaner of Chartres. Viking, London 2012. ISBN 978-0-670-92212-3
- The boy who could see death. Viking, London 2015. ISBN 978-0241187692.
- Cousins. Viking, London 2016. ISBN 978-0241187715.
- The Librarian. Viking, London 2018. ISBN 978-0241321737.
- Grandmothers. Viking, London 2019. ISBN 9780241371428.